# رومن دل کاستیلو
رومن دل کاستیلو (انگلیسی: Romain Del Castillo؛ زادهٔ ۲۹ مارس ۱۹۹۶) بازیکن فوتبال اهل فرانسه است.
از باشگاه‌هایی که در آن بازی کرده‌است می‌توان به باشگاه فوتبال رن، باشگاه فوتبال المپیک لیون، باشگاه فوتبال استاد برستوا ۲۹، و باشگاه فوتبال نیم المپیک اشاره کرد.
وی همچنین در تیم ملی فوتبال زیر ۲۱ سال فرانسه بازی کرده‌است.